# 부여 현내리 부도
부여 현내리 부도(扶餘 縣內里 浮屠)은 대한민국 충청남도 부여군 현내리에 있는 승탑이다. 1973년 12월 24일 충청남도의 유형문화재 제22호로 지정되었다.

## 개요
부도는 승려의 무덤을 상징하여 그 유골이나 사리를 모셔둔다. 현내리 탑골마을에 서 있는 이 부도는 주위에 별다른 절터의 흔적을 찾을 수 없어 원래의 자리인지 다른 곳에서 옮겨온 것인지는 알 수가 없다.
맨 아래의 바닥돌은 보이지 않고, 그 위의 기단(基壇)부터 모습을 드러내고 있다. 1층으로 마련된 기단은 네 모서리마다 기둥모양을 본떠 새겼다. 윗돌을 괴어주는 가장자리에는 얕게 연꽃을 조각하여 장식하였다. 2층을 이루는 탑신(塔身)은 몸돌과 지붕돌이 각각 하나의 돌로 이루어져 있다. 몸돌은 기단에서처럼 모서리마다 기둥모양을 조각해 두었다. 지붕돌은 밑면에 3단씩의 받침을 두었으며, 처마선은 거의 직선을 이루다 양끝에서 희미하게 들려있다. 꼭대기에는 머리장식을 받치던 두 개의 네모난 돌만 남아있을 뿐 그 이상은 없어진 상태이다.
부도라기보다는 일반 석탑의 양식을 따르고 있는 독특한 모습으로, 기단이나 지붕돌 등에서 고려시대의 양식들이 나타나고 있어 이 시기의 작품으로 짐작된다.

## 현지 안내문
이것은 고려시대에 만들어진 부도탑인데 부도라기 보다는 석탑의 모양을 갖추고 있다. 1층 몸챗돌 위에 기단 감석을 옥개석으로 얹고 기단부가 생략되어 탑의 기본 구조를 갖추지 않았다. 2층 지붕돌의 아랫면에 층급 받침이 생략되어 있고, 낙수면처럼 길게 경사진 것이 특징이다. 탑은 부처의 몸에서 나온 사리를 봉인하는 시설로 석등과 함께 금당 앞에 세워지는 것이다. 초기에는 예배대상이었으나 후에는 절의 상징적인 구조물이 되었다.

## 참고 자료
- 현내리부도 - 국가유산청 국가유산포털